# Galina Loginova
Galina Aleksandrovna Loginova (in russo Галина Александровна Логинова?; Tuapse, 28 ottobre 1950) è un'attrice russa, in precedenza sovietica, attiva fin dagli anni settanta. È nota soprattutto per essere la madre, e per un certo periodo l'agente, dell'attrice Milla Jovovich, nata dal matrimonio con il pediatra serbo-jugoslavo Bogdan Jovović.
Nata a Tuapse, una cittadina portuale sulla costa settentrionale del Mar Nero (nell'allora Russia sovietica), in una famiglia originaria di Tula (nella Russia europea centrale), figlia di un ufficiale dell'esercito sovietico e d'una casalinga, crebbe a Dnipropetrovs'k (oggi Dnipro), nell'allora Ucraina sovietica, e studiò recitazione a Mosca, presso l'Istituto Statale di Cinematografia.

## Filmografia
- Mnogo šuma iz ničego (1973)
- Milliony Ferfaksa (1980)
- Prisoner of Time (1993)
- The Man of no Return (2006)